# Łódź Ghetto
Łódź Ghetto (tiếng Đức: Ghetto Litzmannstadt) là một khu ghetto (khu tập trung người Do Thái) trong Thế chiến II được thiết lập bởi chính quyền Đức Quốc xã dành cho người Do Thái Ba Lan và Roma sau cuộc xâm lược Ba Lan năm 1939. Đây là khu ghetto lớn thứ hai ở tất cả các nước châu Âu bị chiếm đóng bởi Đức sau khu vực Warsaw Ghetto. Nằm ở thành phố Łódź, và ban đầu được dự định là bước khởi đầu cho một kế hoạch mở rộng hơn nữa của việc thành lập tỉnh Judenfrei Warthegau,, ghetto đã được chuyển đổi thành trung tâm công nghiệp lớn, sản xuất nhiều nhu yếu phẩm chiến tranh cho Đức Quốc xã và đặc biệt là cho quân đội Đức quân đội Đức. Số người bị giam trong đó đã được gia tăng thêm bởi người Do Thái bị trục xuất khỏi vùng Reich.
Bởi vì năng suất đáng chú ý của nó, ghetto đã tồn tại cho đến tháng 8 năm 1944. Trong hai năm đầu tiên, nó tập trung gần 20.000 người Do Thái từ các ghetto đã bị giải thể tại các thị trấn và làng gần đó của Ba Lan, và hơn 20.000 khác từ phần còn lại của châu Âu bị Đức chiếm đóng. Sau làn sóng trục xuất đến trại tập sự Chełmno bắt đầu vào đầu năm 1942, và bất chấp sự đảo ngược tài sản, người Đức vẫn kiên trì xóa bỏ khu ghetto: họ vận chuyển số người còn lại đến các trại tập trung Auschwitz và Chełmno, nơi mà hầu hết bị giết khi đến. Đó là khu ổ chuột cuối cùng trong vùng Ba Lan bị chiếm đóng sẽ bị trừ khử. Tổng cộng có 204,000 người Do Thái đi qua; nhưng chỉ có 877 vẫn còn ẩn dấu khi Liên Xô đến. Khoảng 10.000 cư dân người Do Thái ở thành phố Łódź từng sống ở đó trước khi xâm chiếm Ba Lan, sống sót sau Holocaust ở nơi khác.

## Thành lập khu ghetto
Khi lực lượng Đức chiếm đóng thành phố Łódź vào ngày 8 tháng 9 năm 1939, thành phố này có dân số 672.000 người. Hơn 230.000 người trong số đó là Do Thái, hay 31.1% theo số liệu thống kê. Đức Quốc Xã đã sáp nhập trực tiếp vào khu vực Warthegau mới và đổi tên thành Litzmannstadt để vinh danh một tướng lãnh người Đức, Karl Litzmann, người đã lãnh đạo các lực lượng Đức trong khu vực vào năm 1914. Các nhà chức trách Đức quốc xã đã dự định "thanh lọc" thành phố. Tất cả người Ba Lan Do Thái bị trục xuất vào cuối Tổng thống, trong khi dân Do Thái không phải Do Thái giảm đáng kể và biến thành một lực lượng nô lệ cho Đức.

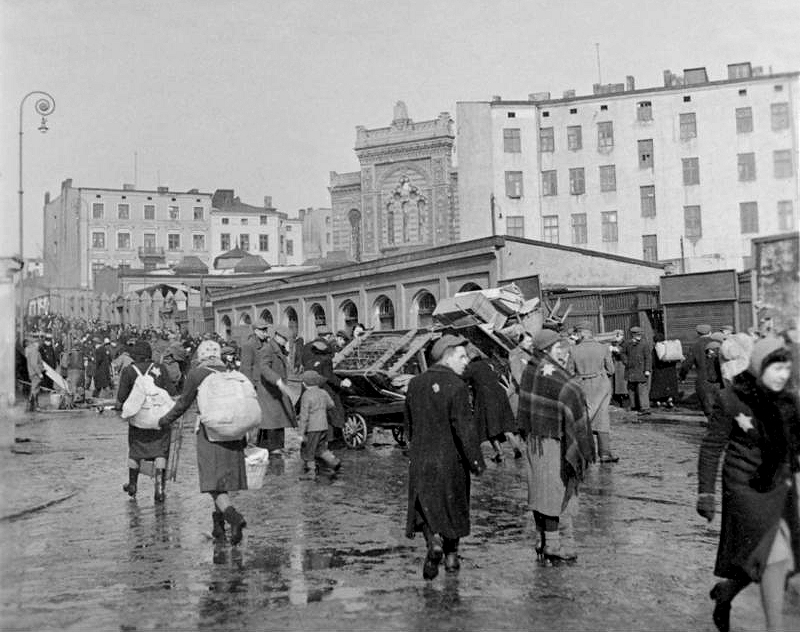
Tái định cư của người Do Thái đến khu vực Ghetto c. Tháng 3 năm 1940. Nhà thờ Do Thái giáo ở xa phía sau bức hình (nay không còn tồn tại)

Ghi chép đầu tiên về lệnh thành lập khu ghetto, ngày 10 tháng 12 năm 1939, đến từ vị thống đốc mới Friedrich Übelhör,, người đã kêu gọi sự hợp tác của các cơ quan chính trị quan trọng trong việc giam giữ và chuyển giao quần chúng của người Do Thái địa phương. Đến ngày 1 tháng 10 năm 1940, việc di dời các tù nhân trong khu ghetto đã được hoàn thành, và trung tâm thành phố của thành phố đã tuyên bố Judenrein (làm sạch sự hiện diện của người Do Thái). Các chủ sở hữu mới của Đức đã ép quy mô khu ổ chuột phải bị thu hẹp lại ngoài ý nghĩa để các nhà máy của họ đăng ký bên ngoài. Trước khi chiến tranh bắt đầu, Łódź là một nơi đa văn hóa, với khoảng 8.8% dân số người Đức gốc La tinh nằm trong danh sách các gia đình kinh doanh Áo, Séc, Pháp, Nga và Thụy Sĩ, góp phần làm cho nền kinh tế sầm uất.
Việc bảo đảm hệ thống khu ghetto trước đây là một loạt các biện pháp chống Do Thái cũng như các biện pháp chống Ba Lan nhằm gây ra khủng bố. Người Do Thái bị buộc phải mang huy hiệu vàng. Các hoạt động kinh doanh của họ bị Gestapo tước đoạt. Sau cuộc xâm lược Ba Lan, nhiều người Do Thái, đặc biệt là giới tinh hoa trí thức và chính trị, đã chạy trốn quân đội Đức đang tiến vào vùng Ba Lan phía đông do Liên Xô chiếm đóng và tới khu vực của Chính phủ Tướng trong tương lai với hy vọng cuộc phản công của Ba Lan không bao giờ đến. 
Vào ngày 8 tháng 2 năm 1940, người Đức đã ra lệnh cấm cư trú của người Do Thái được giới hạn ở các đường phố cụ thể trong Thành phố Cổ và khu Bałuty lân cận, những khu vực có thể trở thành khu ghetto. Để đẩy nhanh việc tái định cư, Cảnh sát Orpo đã phát động một cuộc tấn công được gọi là "Ngày Thứ Năm Đẫm máu", trong đó 350 người Do Thái đã bị bắn chết trong nhà của họ, và bên ngoài, vào ngày 5-7 tháng 3 năm 1940. Trong hai tháng tiếp theo, hàng rào bằng gỗ và hàng rào đã được dựng lên xung quanh khu vực để ngăn cách nó ra khỏi phần còn lại của thành phố. Người Do Thái bị nhốt chính thức bên trong các bức tường khu ghetto vào ngày 1 tháng 5 năm 1940.
Khi gần 25 phần trăm người Do Thái đã trốn khỏi thành phố vào thời điểm khu ghetto được thành lập, dân số của tù nhân vào ngày 1 tháng 5 năm 1940 là 164.000 người. Trong năm tới, người Do Thái từ Âu châu bị chiếm đóng ở Luxembourg như Luxembourg đã bị trục xuất vào khu ghetto trên đường tới các trại hủy diệt. Một quần thể Romany nhỏ cũng được tái định cư ở đó. Đến ngày 1 tháng 5 năm 1941, dân số của khu ổ chuột là 148.547.